# Paleopfenderininae
Paleopfenderininae es una subfamilia de foraminíferos bentónicos de la familia Pfenderinidae, de la superfamilia Pfenderinoidea, del suborden Orbitolinina y del orden Loftusiida. Su rango cronoestratigráfico abarca el Jurásico.

## Discusión
Clasificaciones previas incluían Paleopfenderininae en la superfamilia Ataxophragmioidea, así como en el suborden Textulariina del orden Textulariida o en el orden Lituolida.

## Clasificación
Paleopfenderininae incluye al siguiente género:
- Conicopfenderina †
- Chablaisia †
- Paleopfenderina †
- Pseudoeggerella †
- Sanderella †
- Satorina †
- Steinekella †